# Финей
Финей (на гръцки: Фινεύς) в древногръцката митология е сляп прорицател, син на Агенор (според една от версиите на Посейдон), цар на град Салмидесос в Тракия.

## Легенда
Финей бил женен за дъщерята на Борей – Клеопатра, от която имал синовете Плексип и Пандион. След като се развел с Клеопатра, Финей се оженил за дъщерята на Дардан Идея. По идея на новата си жена, той ослепил синовете си. Има и версия, според която жестоко ги изтезавал. За наказание Зевс ослепил Финей. Според друг мит това направил Посейдон, заради това, че Финей показал на децата на Фрикс морския път от Колхида за Елада.
Боговете изпратили на Финей крилатите харпии, които разграбвали и замърсявали храната му и Финей страдал от непрекъснат глад. От тях го избавили аргонавтите. За благодарност той им казал как да минат през Симплегадите. (прочутите блъскащи се скали). Има и версия според която Финей е бил ослепен от Бореадите – Зет и Калаид – братята на отблъсната негова първа жена Клеопатра, заради жестокостта му към племенниците им. Според друг мит, за същото го убил Херкулес.